# Cristòfor Despuig
Cristòfor Despuig   (Tortosa, 12 de novembre de 1510 - Tortosa, agost 1574) fou un noble català.

## Biografia
La seva vida reflecteix allò que s'entén per «un home del Renaixement»: fou un cavaller de formació cortesana que, després de nombroses querelles vers els seus actes cavallerescos, exercí un càrrec polític en la governació de la Tortosa del segle xvi, car se'l considera un personatge crític i a la vegada activista. Els seus pares, Joan Despuig (que era procurador en cap de la ciutat) i Francesca (filla de Berenguer Pinyol, doctor en lleis), pertanyien a l'oligarquia de la ciutat. Cristòfor Despuig fou educat en un ambient cortesà, amb preceptors particulars, com era habitual entre la noblesa, probablement a la casa valenciana del comte d'Aitona, Joan de Montcada (al fill del qual  Despuig dedicà els Col·loquis). La seva educació fou la pròpia d'un cavaller de l'època.
L'any 1530 Cristòfor es casà amb Marianna Curtó, amb la qual tingué tres filles. Durant aquesta època, els Despuig es relacionaven amb algunes de les personalitats més importants de Tortosa, àdhuc del Principat. El 1549 Cristòfor Despuig era procurador general de la baronia d'Alfara de Carles per la ciutat de Tortosa, i el 1557 ja havia estat armat cavaller. A partir de 1563, però, ja hi ha més dades de l'autor, i es creu 1580 que ja havia mort.

## Obra

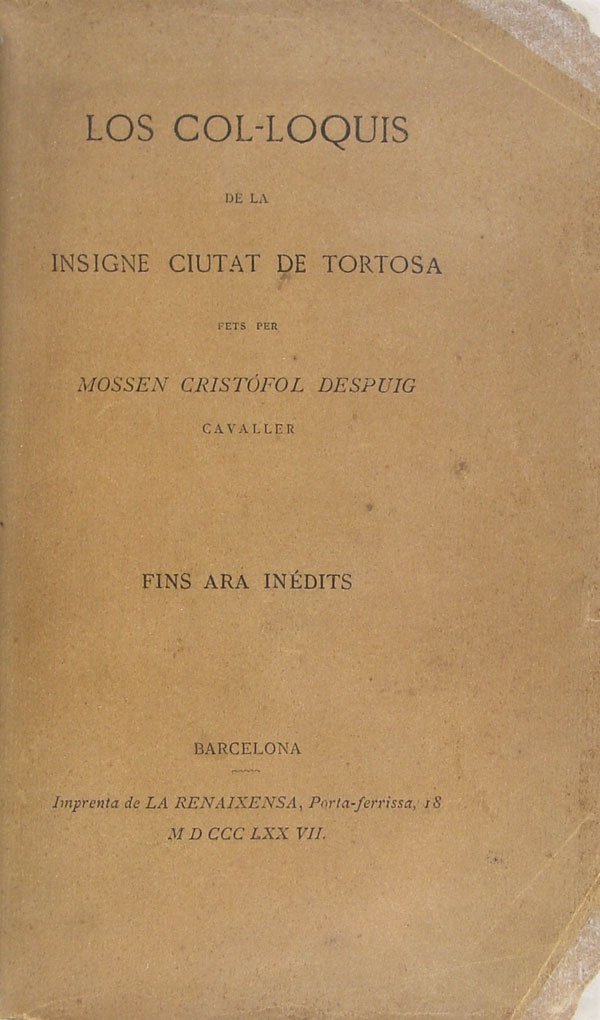
Los col·loquis de la insigne ciutat de Tortosa (1557) de Cristòfor Despuig

La seva obra Los col·loquis de la insigne ciutat de Tortosa (1557) és una obra en prosa catalana del segle xvi. Escrita en forma dialogada (gènere típic del Renaixement), pretén fer història de Tortosa, i de passada escriure sobre les coses de Catalunya. Aquestes històries de caràcter pretesament localista, que amaguen una ambició molt més general, són habituals en l'època: és el cas, també, del Llibre de les grandeses de Tarragona (1573) de Lluís Pons d'Icart o el dels Discursos históricos de la fundación y nombre de la ciudad de Barcelona (1633) de Rafael Cervera, entre d'altres. Cèlebre és la seva frase que alerta del perill que Castella es volia apropiar del nom «Espanya», perquè des dels temps dels romans Espanya (geografia) era la denominació del que avui en dia s'anomena península Ibèrica.
| « | casi tots los historiògrafos castellans estan en lo mateix, de voler nomenar Castella per tot Espanya | » |

## Patrimoni literari
A través d'Els col·loquis de la Insigne ciutat de Tortosa es pot conèixer la Tortosa del segle xvi:
El primer escenari és el carrer de la Rosa, que és el lloc on s'ubica la casa de Lúcio i on es desenvolupa el cinquè col·loqui. A continuació hi ha el Palau Despuig, que era propietat seva, aconseguit per Roger Despuig, en conquerir i és on desenvolupa el cinquè col·loqui. A continuació hi ha el palau dels Oliver de Boteller, on té lloc la trobada entre Fàbio i Lúcio amb don Pedro, a l'inici del primer col·loqui. També parla del pont de les Barques i el Cappont, que és el lloc per on s'arriba a la ciutat. La nit anterior al primer col·loqui, don Pedro arriba i dorm a un dels hostals que hi havia a la banda dreta del riu. L'endemà travessa el riu i entra a Tortosa. Més endavant, fa esment del Palau Episcopal, que s'esmenta al primer col·loqui, permetia que els clergues («els coronats, els tonsurats») fossin jutjats pels tribunals civils i no eclesiàstics. Després es troba la catedral i passen per l'única porta que en aquella època era oberta. Segueix parlant de la costa de l'assut i del castell de la Suda, des d'on presenta les muralles. Tortosa era una ciutat emmurallada que, com diu Despuig, «passen les cinc mília passes». Passa de les muralles a torre Túbal per parlar de la torre d'en Corder. Despuig era propietari d'aquesta torre i de les finques que hi pertanyien. Al sisè col·loqui descriu les meravelles de Tortosa, una de les quals són les finques tan riques i ubèrrimes. Parla també de l'arquitectura, del motiu de la construcció i dels ensenyaments medievals impartits als Reials Col·legis. En aquest quart col·loqui, situat als Reials Col·legis, un dels temes l'exposa Fàbio en la seva condició de ciutadà i parla sobre les obres de millora de la ciutat. Per acabar, fa referència al Portal del Romeu, on es desenvolupava part de la defensa de Tortosa, després d'haver-la conquerit els cristians, ja que els moros volien recuperar-la.